# Мичел Мусо
Мичел Тејт Мусо (енгл. Mitchel Tate Musso; Гарланд, 9. јул 1991) амерички је глумац, певач, текстописац и музичар. Најпознатији је по своје три улоге на каналу Disney Channel као Оливер Окен/Мајк Стендли III у серији Хана Монтана; Џереми Џонсон у анимираној серији Финеас и Ферб и својој улози на каналу Disney XD као Кинг Брејди у серији Два краља. Био је водитељ емисије Подваљивање на каналу Disney Channel.